# یانووینتا
یانووینتا (به لاتین: Janowięta) یک روستا در لهستان است که در گمینا اوپینوگورا گورنا واقع شده‌است.